# Under the Make-Up
Under the Make-Up è un cortometraggio muto del 1913 diretto da Laurence Trimble.

## Produzione
Il film fu prodotto dalla Vitagraph Company of America.

## Distribuzione
Distribuito dalla General Film Company, il film - un cortometraggio in una bobina - uscì nelle sale cinematografiche statunitensi il 1º marzo 1913.